# 타말리카 카르마카르
타말리카 카르마카르(벵골어: তমালিকা কর্মকার, 7월 2일 ~ )는 방글라데시의 배우, 모델이다. 2000 방글라데시 국립 영화상 여우조연상 수상자이다.